# Gabrielle Aplinová
Gabrielle Ann Aplinová (* 10. října 1992 Chippenham) je anglická zpěvačka, skladatelka, kytaristka a klavíristka.
Stylově vychází z folku a indie rocku, za své vzory označuje Joni Mitchellovou, Leonarda Cohena a Nicka Drakea. Je hudebním samoukem a fanouškovskou základnu si vybudovala díky umisťování hudebních videí na YouTube. Původně vydávala hudbu pod vlastní značkou Never Fade Records, v roce 2012 podepsala smlouvu s firmou Parlophone. Jejím největším hitem byla coververze písně „Power of Love“ od skupiny Frankie Goes to Hollywood, použitá v reklamě firmy John Lewis, která byla platinovou deskou podle British Phonographic Industry a vedla v prosinci 2012 žebříček UK Singles Chart. Na šesté místo britské hitparády se dostala také její vlastní skladba „Please Don't Say You Love Me“.

## Diskografie
- English Rain (2013)
- Light Up the Dark (2015)
- Dear Happy (2020)
- Phosphorescent (2023)